# Terratrèmol de Malawi del 1989
El Terratrèmol de Malawi del 1989 es va produir el 10 de març al centre de Malawi, amb una magnitud de moment de 6,3 i una intensitat màxima a l'Escala Mercalli de VIII (greu). El terratrèmol va ser precedit per una sèrie de premonitors, el més del qual va arribar a 5,7 Mw el dia anterior. El terratrèmol es va sentir amb força al centre de Malawi, i també a parts de Moçambic (províncies de Niassa i Tete) i Zàmbia (província oriental). Nou persones van morir, i moltes altres van resultar ferides o van quedar sense casa.

## Geologia
El terratrèmol de Malawi l'any 1989 va ser el resultat d'una Falla de creixement al sistema de rift de Malawi, que forma part del rift més gran del Rift d'Àfrica Oriental. Es creu que es va produir a una profunditat d'uns 30 km, amb la manca de falles superficials, per la qual cosa s'atribueix a la seva aparició a un nivell relativament profund.
L'International Seismological Centre (ISC) va situar l'epicentre del terratrèmol de Malawi de 1989 a 13,74 °S 34,41 °E, tot i que la precisió de la seva determinació es va veure afectada per la manca de sismògrafs a la zona: la més propera va ser de 300 km. de distància, i només n'hi havia dos a 900 km. Els investigadors suggereixen doncs un marge d'error de l'epicentre pot ser, per tant, d'uns 20 km.
El terratrèmol va provocar esllavissades de terra als turons de Manyani, a uns 90 km al nord-est de Kasungu. Es va observar un esllavissament de 2 km de llarg i 1 km d'amplada, el qual va ser atribuït a les fortes pluges de principis d'any, combinades amb l'exposició del sòl relacionat amb la desforestació. També hi va haver una gran caiguda de roques a les muntanyes Chongomi del districte de Dedza, que va provocar cicatrius al vessant del turó. No obstant això, ambdues zones estaven poc poblades i no es van identificar víctimes.

## Danys i baixes
Se sap que nou persones van morir a conseqüència del terratrèmol: sis a Dedza, dues a Salima i una a Chitala. Almenys dues de les morts -una a Dedza i una a Chitala- van ser causades per esfondrament de sostres, en ambdós casos es van produir en cases amb sostres construïdes amb blocs d'argila cuita, un mètode de construcció no normalitzat. El nombre total de ferits pel terratrèmol es va estimar en 100, i el nombre total de persones sense llar en unes 50.000.
Les zones urbanes van ser les més afectades pel terratrèmol, ja que les cases tenien més probabilitats de ser construïdes amb maó i, per tant, més susceptibles d'esquerdes. L'edifici principal amb els danys més visibles va ser el complex de l'estació de tren de Nanjoka, que va produir greus esquerdes a les seves parets i posteriorment va ser abandonat. El Chitala Farm Institute, una escola agrícola, també va resultar molt malmès. A les zones rurals, la majoria dels habitatges eren simples barraques, construïdes combinant fang o argila sobre marcs de fusta. Aquests es van deixar gairebé sense danys.

## Conseqüències
El mateix mes en què es va produir el terratrèmol, Malawi va patir un cicló amb greus inundacions. La combinació de desastres naturals va deixar més de 200.000 persones sense llar, i va fer que el govern demanés ajuda internacional. Un estudi de camp realitzat l'octubre de 1989 va concloure que el terratrèmol de març de 1989 "hauria de ser tractat per obrir els ulls, cridant l'atenció sobre el potencial de terratrèmols de mida mitjana que afecten les principals ciutats de Malawi".
Els anys posteriors als desastres naturals ocorreguts a Malawi es van incrementar els episodis de còlera i malnutrició.